# أحمد جان قاسمي
أحمد جان قاسمي، (بالأويغورية: ئەخمەتجان قاسىمى)، (15 أبريل 1914 - 27 أغسطس 1949) هو الرئيس الثاني والأخير لجمهورية تركستان الشرقية الثانية، وزعيم سياسي للأويغور في تركستان الشرقية. ولد أحمد في ينينغ عام 1914، ودرس في الجامعة الشيوعية لكادحي الشرق في موسكو عام 1936، وكان عضوا في الحزب الشيوعي للاتحاد السوفيتي. تم وصفه بأنه «رجل ستالين» و«بأنه تقدمي ذو فكر شيوعي».
توفي أحمد جان قاسمي في ظروف غامضة بعد تحطم الطائرة التي كان على متنها ومعه قادة جمهورية تركستان الشرقية الثانية، حيث ماتوا جميعًا بعد أن كانوا متجهين إلى بكين لحضور المؤتمر الاستشاري السياسي للشعب الصيني الأول في بكين مع الزعيم الشيوعي الصيني ماو تسي تونغ.

## حياته السياسية
ولد أحمد في غولجا (ينينغ بالصينية) في عام 1914، ودرس في الجامعة الشيوعية لكادحي الشرق في موسكو، عام 1936 وكان عضوا في الحزب الشيوعي للاتحاد السوفيتي.

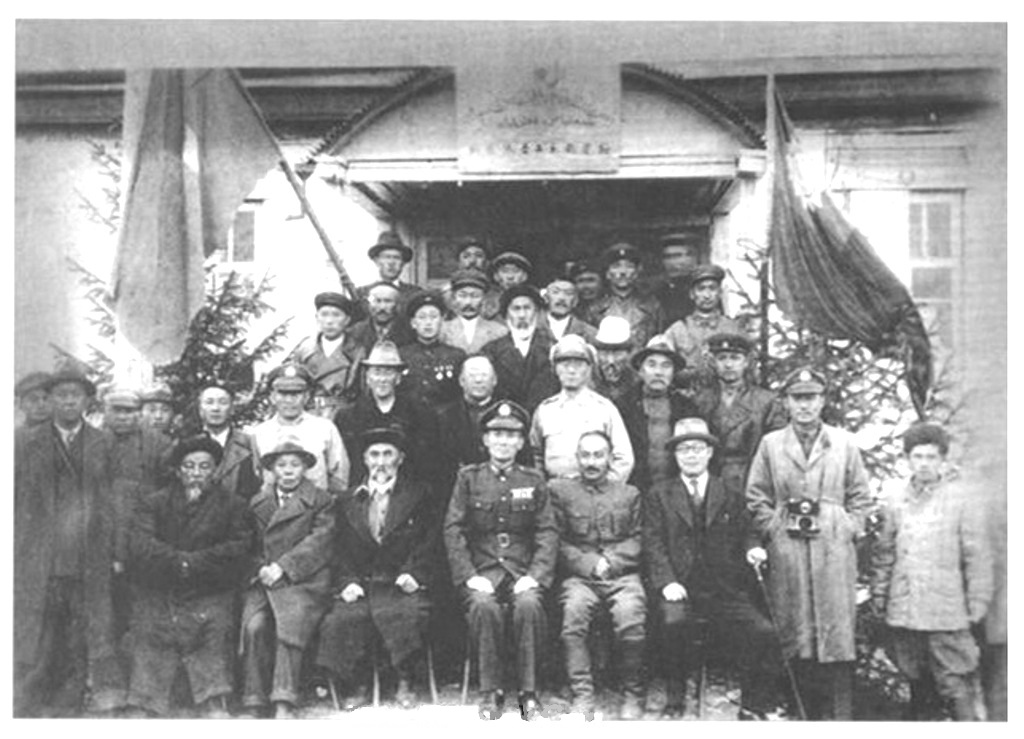
ممثلو حكومة الائتلاف في عام 1946 بمن فيهم رئيس الوزراء تشانغ تشى تشونغ (الصف الأمامي الخامس من اليمين) ونائب رئيس الوزراء أحمد جان قاسمي (الصف الأمامي الرابع من اليمين).

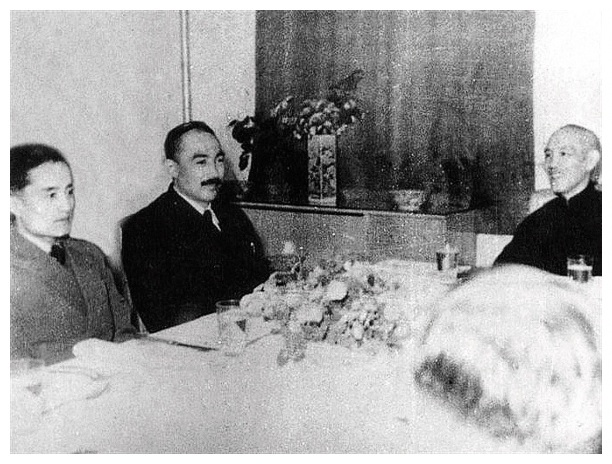
أحمد قاسمي وعبد الكريم عباس مع شيانج كاي شيك في نانجينغ في 22 نوفمبر 1946.

كان عضواً في المجلس الحاكم لجمهورية تركستان الشرقية الثانية، وهي إدارة مدعومة من الاتحاد السوفيتي تأسست في ثلاث مقاطعات في شمال غرب سنجان خلال تمرد إيلي في نوفمبر 1944. لم يشارك قاسمي نفسه في التخطيط للتمرد. بل كانت التمرد بقيادة علي خان شاكر جان، الذي فضل تشكيل حكومة إسلامية محافظة. وتم وضع علي خان شاكر جان تحت الإقامة الجبرية في الاتحاد السوفيتي في عام 1946، بناء على أوامر من ستالين، وحينها كان قاسمي زعيماً للجنة التحررية الوطنية لعموم تركستان الشرقية الموالية للاتحاد السوفيتي.
وفي يونيو 1946 حاول قاسمي التوصل إلى اتفاق سياسي مع الزعيم الصيني القومي تشانغ تشى تشونغ لتشكيل حكومة مقاطعة ائتلافية في أورومتشي. وعلى إثر هذا الاتفاق تم حل الجمهورية الثانية بالاسم فقط؛ لكن المقاطعات الثلاث احتفظت بالحكم الذاتي. ودعا قاسمي إلى الوحدة والدعم لحكومته ورفض الحكومة الائتلافية الإقليمية، وأوضح أن شعب تركستان الشرقية قد قام بالتمرد فقط لتأمين حقوقه بموجب الدستور الصيني، وقاد وفدًا إلى الجمعية الوطنية الصينية في نانجينغ للتفاوض بشأن العلاقات الثنائية بين جمهورية تركستان الشرقية وجمهورية الصين.
وفي 22 أغسطس 1949 تم دعوة قادة جمهورية تركستان الشرقية من قبل الزعيم الشيوعي الصيني ماو تسي تونغ لحضور المؤتمر الاستشاري السياسي للشعب الصيني الأول في بكين للتحضير لتأسيس جمهورية الصين الشعبية، وفي 24 أغسطس 1949 استقل أحمد خان قاسمي، وعبد الكريم عباس، وإسحاق بيغ مونونوف، ودالخان سوغيربايف، ولو زهي وغيرهم من كبار ممثلي جمهورية تركستان الشرقية طائرة من ألماتي عاصمة جمهورية كازاخستان الاشتراكية السوفيتية متجهة إلى بكين، وتحطمت بهم الطائرة في ظروف غامضة بالقرب من بحيرة بايكال في طريقها إلى بكين، مما أسفر عن مقتل جميع من كانوا على متنها.
ثم سافر سيف الدين عزيزي وزعيمان آخران من جمهورية تركستان الشرقية إلى بكين بالقطار، حيث اتفقا على دمج تركستان الشرقية في جمهورية الصين الشعبية التي تم تأسيسها حديثًا، وقبول المناصب المهمة داخل الإدارة. ولم يتم الإعلان عن أنباء تحطم الطائرة ووفاة أحمد قاسمي في سنجان حتى أوائل ديسمبر، بعد أن أمّن جيش التحرير الشعبي المنطقة. وتم حل جمهورية تركستان الشرقية الثانية رسميًا في 20 ديسمبر 1949.

## قائمة المصادر
- Abdurakhman Abay, Ahmetjan Qasimi Haqqida Hikayilar, Urumqi: Xinjiang Peoples Publishing (1984)
- Benson، Linda (1990). The Ili Rebellion: the Moslem challenge to Chinese authority in Xinjiang, 1944-1949. M.E. Sharpe. ISBN:0-87332-509-5. مؤرشف من الأصل في 2019-04-11.
- Forbes، Andrew D. W. (1986). Warlords and Muslims in Chinese Central Asia: A Political History of Republican Sinkiang 1911-1949 (ط. illustrated). CUP Archive. ISBN:0521255147. مؤرشف من الأصل في 2019-07-03. اطلع عليه بتاريخ 2014-03-10.
- Zordun Sabir, Anayurt, Almaty: Nash Mir (2006)

## وصلات خارجية
- السوفيت في سنجان (1911-1949) بواسطة مارك ديكنز